# چرخش ستاره‌ای

این تصویر ظاهر اریب ستاره آخرالنهر را نشان می‌دهد که ناشی از چرخش ستاره‌ای سریع است.

چرخش ستاره‌ای به حرکت زاویه‌ای یک ستاره حول محور آن گفته می‌شود. سرعت چرخش را می‌توان از طریق طیف ستاره یا با بررسی زمان‌بندی حرکات ویژگی‌های فعال در سطح آن اندازه‌گیری کرد.
چرخش ستاره‌ای به‌دلیل نیروی گریز از مرکز باعث ایجاد برآمدگی استوایی می‌شود. از آنجا که ستاره‌ها اجسام جامد نیستند، می‌توانند تحت تأثیر چرخش دیفرانسیل نیز قرار گیرند و در نتیجه استوای ستاره می‌تواند با سرعت زاویه‌ای متفاوتی نسبت به عرض‌های جغرافیایی بالاتر آن بچرخد. این تفاوت‌های درونی در مقدار چرخش یک ستاره می‌تواند نقش مهمی در تولید میدان مغناطیسی ستاره‌ای ایفا کند.
میدان مغناطیسی یک ستاره با باد ستاره‌ای برهم‌کنش دارد. با دورشدن باد از ستاره، سرعت زاویه‌ای آن کاهش می‌یابد. برهم‌کنش میدان مغناطیسی یک ستاره با باد آن، باعث واردشدن یک کشش به چرخش ستاره‌ای می‌شود که در نتیجه آن، تکانه زاویه‌ای از ستاره به باد منتقل شده و به تدریج و با گذشت زمان این وضعیت، سرعت چرخش ستاره را کاهش می‌دهد.